# Fuge
 Denne artikel bør gennemlæses af en person med fagkendskab for at sikre den faglige korrekthed.

En fuge er et mellemrum mellem mursten eller andre bygningskomponenter. Mellemrummet fungerer som en samling, der holder sammen på, eller sund afstand imellem, sammenstødende elementer. Bredden på fuger kan variere meget, fugerne i en murstens væg er typisk omkring 1+ cm, hvorimod fugerne mellem almindelige havefliser næsten er nul.

## Typer af fuger

### Mørtelfuge
Denne fuge er den mest udbredte og den type fuge med størst variation. Da en fuge af mørtel er et opblandingsprodukt kan man selv bestemme forholdene og derved også hårdhed, farve, tørretid og meget andet, alt efter hvilken type væg og opgave mørtlen skal bruges til.
Det er mørtel man bruger til langt de fleste murstensvægge, og fugen i en murstensvæg har den funktion at binde murstenene sammen og holde facaden tæt.

### Ilmodfuge
Også kaldet ilmodbånd fuge, er en type fuge der er blødere end andre traditionelle murstensfugeløsninger. Ilmodbånd findes i ruller der indeholder mange meter af gangen (som taperuller). Denne type fuge er ekspanderende i bredden, og derfor praktisk da et mellemrum på 3-7 millimeter kan udfyldes nemt og sikkert pga. ilmodbåndets ekspanderingsevne. Typisk for ilmodbånd er at det bruges omkring vinduer og døre.

### Knasfuge
Denne fuge opstår når man ved brolægning af betonfliser eller herregårdssten lægger stenene helt op af hinanden, så de støder sammen. Det er en fuge type man ikke anvender ved alle sten da stenene/fliserne skal kunne modstå den store friktion der opstår imellem stenene/fliserne. Normale havefliser eller betonsten må for eksempel ikke lægges med en knasfuge da de kan gå i stykker med tiden.

### Plastikfuge
Plastik fugen er en Polyurethan-baseret fugemasse som har været i brug siden 1960 og har en god hæfteevne.
Silikonefugen er knap så sundhedsskadelig som PU-fugen.

### Silikonefuge
Silikonefuge er en blød fuge som kan have forskellige egenskaber så som brandtætning, fungicid (antimug) og overmalbar.
Fordelene ved en silikonefuge fremfor at bruge ilmodbånd er et støre udvalg af farver, og hvis kvaliteten er god kan en længere holdbarhed opnås.

### MS silikone
Modificeret silikone som blev udviklet i 1990 og har den fordel kontra silikonefugen, at den er overmalbar, og derfor et godt valg til indvendig fugning, hvorimod en traditionel silikonefuge med fungicid er velegnet til badeværelset og andre vådrum.